# NPH 인슐린
중성 프로타민 하게도른 인슐린(Neutral Protamine Hagedorn insuline, NPH 인슐린)은 이소판 인슐린(isophane insuline)으로도 알려져 있으며, 당뇨병 환자의 혈당 조절을 돕기 위해 투여되는 중간 지속형 인슐린이다. 명칭은 중성 pH(pH = 7), 단백질인 프로타민, 이 제형을 발명한 인슐린 연구자 한스 크리스티안 하게도른에서 유래했다. 인슐린 전달을 개선하기 위해 설계되었으며, 약물 전달 공학의 초기 사례 중 하나이다.
이 인슐린은 하루 한 번에서 두 번 피하 주사로 투여된다. 효과 발현 시간은 일반적으로 90분이며 효과는 24시간 동안 지속된다. 속효성 인슐린인 레귤러 인슐린과 미리 혼합된 형태로도 사용 가능하다.
흔한 부작용으로는 저혈당이 있다. 기타 부작용으로는 주사 부위의 통증이나 피부 변화, 저칼륨혈증, 알레르기 반응 등이 있을 수 있다. 임신 중 사용은 태아에게 비교적 안전하다. NPH 인슐린은 레귤러 인슐린과 프로타민을 아연 및 페놀과 함께 정확한 비율로 혼합하여 중성 pH를 유지하고 결정이 형성되도록 만들어진다. 인간 인슐린 기반 버전과 돼지 인슐린 기반 버전이 있다.
프로타민 인슐린은 1936년에 처음 만들어졌고, NPH 인슐린은 1946년에 개발되었다. 이 인슐린은 세계보건기구의 필수 의약품 목록에 포함되어 있다. NPH는 "중성 프로타민 하게도른(neutral protamine Hagedorn)"의 약자이다. 2020년 기준으로 인슐린 이소페인은 미국에서 221번째로 가장 많이 처방된 약물로, 200만 건 이상의 처방전이 발행되었다. 2020년 기준으로 인간 인슐린과 인슐린 이소페인의 조합은 미국에서 246번째로 가장 많이 처방된 약물로, 100만 건 이상의 처방전이 발행되었다.

## 의료적 용도
NPH 인슐린은 불투명하며 작용 시작 시간이 1~3시간이다. 최고 효과는 68시간 후에 나타나며 작용 지속 시간은 최대 24시간이다.
NPH 인슐린은 중간 지속형 인슐린으로, 작용 시간이 레귤러 인슐린 및 속효성 인슐린보다 길고 장시간형 인슐린(울트라렌테, 글라진 또는 데테미르)보다는 짧다. 최근 코크란 체계적 문헌고찰에서는 제1형 당뇨병을 가진 소아 및 성인을 대상으로 NPH 인슐린과 다른 인슐린 유사체(인슐린 데테미르, 인슐린 글라진, 인슐린 데글루덱)의 효과를 비교하였다. 인슐린 데테미르가 NPH 인슐린에 비해 중증 고혈당의 위험을 낮추는 것으로 나타났으나, 이 결과는 포함된 연구들 간에 일관성이 없었다. 같은 문헌고찰에서 성인과 소아 모두에서 다른 인슐린 유사체들 간에 임상적으로 유의미한 차이는 발견되지 않았다.